# Hieracium neostenophyllum
Hieracium neostenophyllum es una especie de planta con flor del género Hieracium, de la familia Asteraceae, orden Asterales.

## Distribución
Hieracium neostenophyllum se distribuye por Austria.

## Taxonomía
Fue descrita científicamente por Gottschl. y Brandst..